# Sericocomopsis
Sericocomopsis es un género de  fanerógamas  pertenecientes a la familia Amaranthaceae.  Comprende 11 especies descritas y de estas, 2 son sinónimos y el resto está pendiente se ser aceptadas.

## Taxonomía
El género fue descrito por Hans Schinz y publicado en Botanische Jahrbücher für Systematik, Pflanzengeschichte und Pflanzengeographie 21: 184. 1895. La especie tipo no ha sido designada.

## Especies
- Sericocomopsis erinacea (Schinz) Peter
- Sericocomopsis grisea Suess.
- Sericocomopsis hildebrandtii Schinz
- Sericocomopsis lanceolata (Schinz) Peter
- Sericocomopsis lindaviana Peter
- Sericocomopsis meruensis Suess.
- Sericocomopsis orthacantha (Schinz) Peter
- Sericocomopsis pallida Schinz
- Sericocomopsis quadrangula Lopr.
- Sericocomopsis welwitschii Lopr.